# 长柄荚
长柄荚（学名：Mecopus nidulans）为豆科长柄荚属下的一个种。